# 波茲塔納
波茲塔納是克羅埃西亞的一個城鎮，位於達爾馬提亞地區，屬於斯普利特-達爾馬提亞縣。據2011年人口普查，這裡有人口9,129人，其中97%是克羅埃西亞人。在二戰期間這裡有131人死亡。伯茲塔納屬於地中海氣候，日照時間較長。